# Orthostichella capillicaulis
Orthostichella capillicaulis là một loài Rêu trong họ Meteoriaceae. Loài này được (Kindb.) B.H. Allen & Magill mô tả khoa học đầu tiên năm 2007.